# Iluminacionismo
A filosofia iluminista é um tipo de filosofia islâmica introduzida por Xaabe Aldim Surauardi no século XII.
Influenciado por Avicena e pelo Neoplatonismo, o filósofo persa Xaabe Aldim Surauardi (1155-1191), fundou a escola de iluminação. Ele desenvolveu uma versão do iluminacionismo (persa: Persikmat al-ishrāq, حكمة الإشراق ḥikmat al-ishrāq). A escola persa e islâmica se baseia em antigas disciplinas filosóficas iranianas, o avicenismo (filosofia islâmica inicial de Avicena), o pensamento neo-platônico (modificado por Avicena) e as ideias originais de Surauardi.
Em sua Filosofia da Iluminação, Surauardi argumentou que a luz opera em todos os níveis e hierarquias da realidade (PI, 97.7-98.11). A luz produz luzes imateriais e substanciais, incluindo intelectos imateriais, almas humanas e animais, e até "substâncias escuras", como corpos.
A metafísica de Surauardi é baseada em dois princípios. A primeira é uma forma do princípio da razão suficiente. O segundo princípio é o princípio de Aristóteles de que um infinito atual é impossível.
Nenhuma das obras de Surauardi foi traduzida para o latim, e assim ele permaneceu desconhecido no Ocidente latino, embora seu trabalho continuasse a ser estudado no Oriente Islâmico. De acordo com Hossein Nasr, Surauardi era desconhecido no ocidente até ser traduzido para línguas ocidentais por pensadores contemporâneos como Henry Corbin, e ele permanece em grande parte desconhecido mesmo em países dentro do mundo islâmico. Surauardi tentou apresentar uma nova perspectiva sobre questões como as da existência. Ele não só confrontou os filósofos peripatéticos em relação às novas questões, mas também deu nova vida ao corpo da filosofia após Avicena. Segundo John Walbridge, as críticas de Surauardi à filosofia peripatética poderiam ser contadas como um importante ponto de virada para seus sucessores. Embora Surauardi tenha sido o primeiro pioneiro da filosofia peripatética, ele mais tarde tornou-se um platonista após uma experiência mística. Ele também é contado como alguém que reviveu a antiga sabedoria na Pérsia por sua filosofia de iluminação. Seus seguidores, como Shahrzouri e Cobadim de Xiraz, tentaram continuar o caminho de seu professor. Surauardi faz uma distinção entre duas abordagens na filosofia da iluminação: uma abordagem é discursiva e outra é intuitiva.